# Prawdzie w oczy
Prawdzie w oczy – polski film psychologiczno-obyczajowy z 1970 roku w reż. Bohdana Poręby. Zrealizowany w autentycznej scenerii huty Warszawa.

## Fabuła
PRL lat 70. W noc sylwestrową, na skutek braku doświadczonej obsady i przeciążenia suwnicy, w hucie stali dochodzi do wypadku, w wyniku którego poważnie ranny zostaje młody pracownik. Formalnie odpowiedzialność za wypadek ponosi suwnicowy Kaczmarski, który świadomie podniósł dźwigiem ciężar dwukrotnie większy niż udźwig urządzenia. Wszyscy jednak, począwszy od zwykłych robotników, a na kierownictwie zakładu skończywszy, doskonale wiedzą, że działał on za wiedzą i na polecenie majstra, w stanie niejako "wyższej konieczności", pragnąc uratować cenny materiał przed zezłomowaniem i załogę przed utratą premii, a winny jest system permanentnego łamania i naciągania przepisów BHP panujący w hucie. W sprawę włącza się prokuratura. Ambitny suwnicowy bierze jednak całą odpowiedzialność na siebie, przedstawiając przed prokuratorem całe zdarzenie jako swoją samowolę. Działania sekretarza zakładowej organizacji partyjnej, który rozumie sytuację, zeznania kolegów Kaczmarskiego, w tym rannego pracownika oraz wyrozumiałość prokuratora, nie doprowadzają do postawienia zarzutów. Nie wiadomo jak zakończy się dochodzenie, jednak niedługo po całym zdarzeniu Kaczmarski ponownie musi podnosić swoją suwnicą ponadlimitowy ciężar, bo tego wymagają realia produkcyjne w hucie, w której nic się nie zmieniło, pomimo wypadku, śledztwa, narad, ustaleń, egzekutyw.  

## Obsada
- Tadeusz Janczar – Bronek Kaczmarski
- Ewa Żukowska – Janka
- Mariusz Dmochowski – inż. Zawada, kierownik stalowni
- Zygmunt Nawrocki – sekretarz POP
- Stanisław Niwiński – inż. Karbowaniec, kierownik zmiany
- Kazimierz Wichniarz – majster Kliś
- Zygmunt Apostoł – członek brygady Klisia
- Janusz Bylczyński – inspektor
- Aleksander Błaszyk – brat Mikołajczaka
- Jan Ciecierski – ojciec Frydmana
- Aleksandra Dmochowska – żona Zawady
- Krzysztof Janczar – Wiktor, syn Bronka Kaczmarskiego
- Mieczysław Kalenik – członek brygady Klisia
- Jerzy Kaczmarek – członek brygady Klisia
- Andrzej Krasicki – dyrektor
- Jadwiga Kuryluk – matka Wacka Karbowańca
- Andrzej Kopiczyński – inż. Marczak
- Czesław Lasota – członek brygady Klisia
- Zdzisław Maklakiewicz – członek brygady Klisia
- Józef Nowak – członek brygady Klisia
- Marian Opania – Wacek, brat Karbowańca
- Józef Pieracki – pijak z balonikiem
- Ryszard Pietruski – członek brygady Klisia
- Tadeusz Schmidt – członek brygady Sołdy
- Teresa Szmigielówna – prokurator
- Stefan Śródka – członek brygady Klisia
- Jerzy Turek – członek brygady Sołdy
- Janusz Ziejewski – majster Sołda
- Halina Golanko – dziewczyna w kawiarni
- Bożena Kowalczyk – Jolka, córka Bronka
- Sylwester Przedwojewski – żołnierz WSW podwożący Zawadę do huty

i inni. 